# Île d'Elbe
Pour les articles homonymes, voir Elbe.
L'île d'Elbe (en italien : Isola d'Elba) est la plus grande île de l'archipel toscan avec 224 km2 de superficie et la troisième de l'Italie. Elle est située entre la Corse, distante de cinquante kilomètres, et la Toscane, en mer Tyrrhénienne. Elle est séparée de la péninsule italienne par le canal de Piombino, large d'une dizaine de kilomètres. C'est un site protégé par un parc national (le parc national de l'archipel toscan), qui inclut aussi les six autres îles de l'archipel.
L'île, qui fait partie de la province de Livourne, compte sept communes : Portoferraio, Marciana, Marciana Marina, Campo nell'Elba, Rio, Capoliveri et Porto Azzurro.
Portoferraio — du nom du fer qu'exploitaient les Étrusques, puis les Romains — est la plus grande agglomération, elle compte près de 12 000 habitants, sur une population insulaire d'environ 32 000 habitants. Son port est le plus important de l'île, la plupart des ferries (venant notamment de Piombino) y accostent.
Giannutri conserve les vestiges d'une villa romaine, aux riches mosaïques.
Napoléon Ier y a été exilé pendant 300 jours entre 1814 et 1815, durant lesquels il règne sur la principauté de l'île d'Elbe.
Marina di Campo, située au sud-ouest de l'île sur la commune de Campo nell'Elba, offre une belle plage de sable fin et un petit aéroport (aéroport de Marina di Campo Teseo Tesei, code AITA : EBA).

## Géographie et géologie
Longue de 29 km et large de 18,5 km, avec 147 km de côtes très découpées, et un relief marqué, l'île d'Elbe offre des paysages très variés : forêts de hêtres et de pins, culture en terrasses, dont vignobles et vergers, mais aussi maquis et criques de galets ou de sable fin nichées au pied de falaises abruptes. Son point culminant, le mont Capanne (1 019 m), domine le village de Marciana.
Cette île provient de la collision puis l’éloignement de la plaque tectonique africaine avec la plaque tectonique européenne il y a 160 Ma, qui a favorisé la montée de magma dans l’océan qui s'y est refroidi à sa surface et s'y est converti en roche granite formant l’île.
Elbe est composée de granites et de roches sédimentaires, calcaires et marnes. Des gisements de métaux y existent, dont le cuivre et surtout le fer.
Deux îlots se situent à proximité : Palmaiola (inhabitée et dotée d'un phare) et Cerboli (inhabitée, une tour pisane a été reconstruite au XVIe siècle).

Carte topographique de l'île d'Elbe.
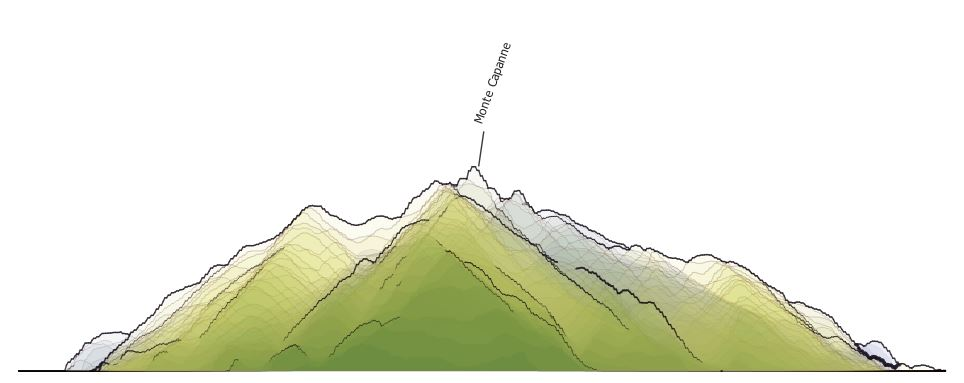
Profil altimétrique de l'île d'Elbe vue de l'ouest.
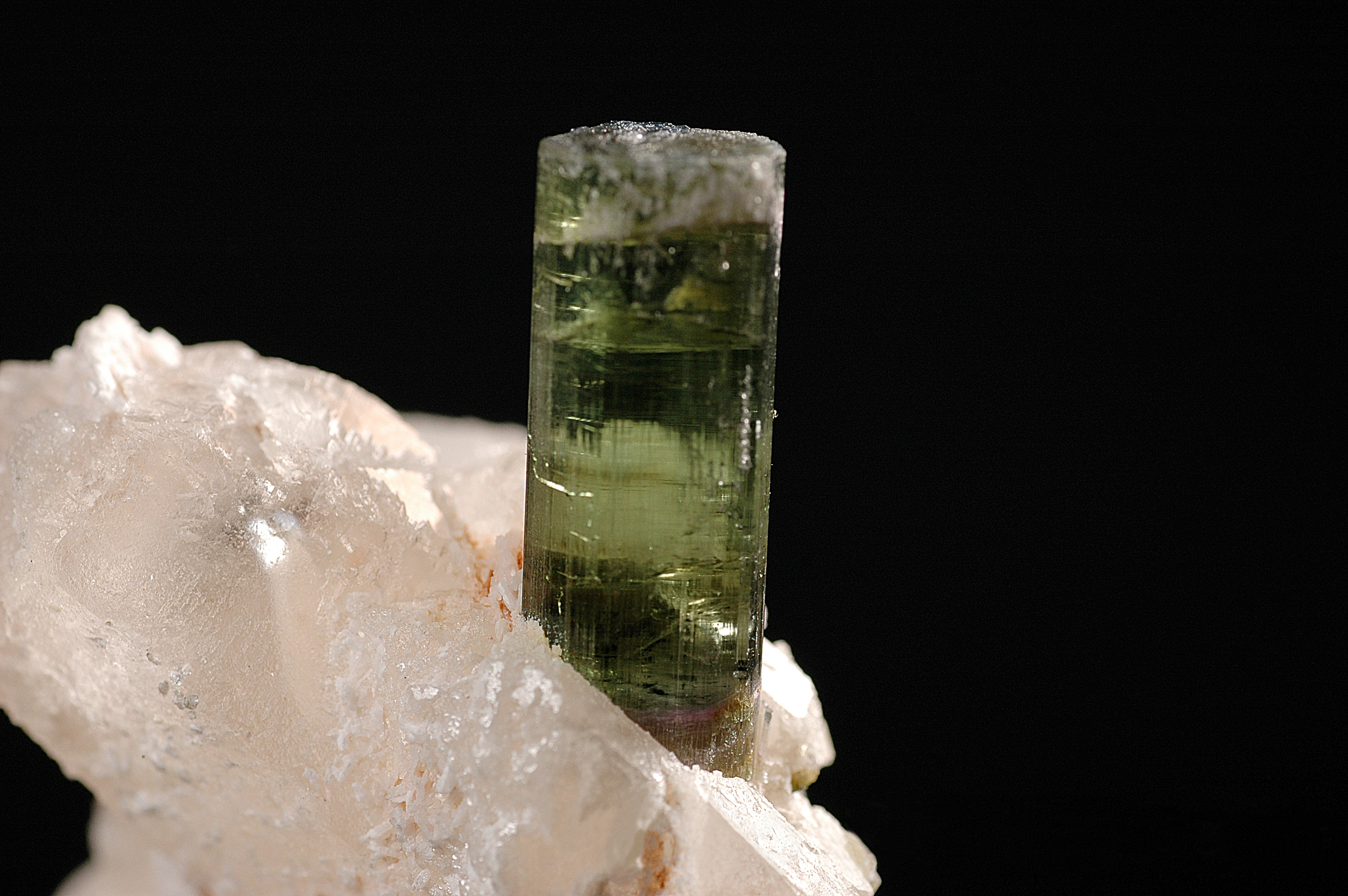
Tourmaline (elbaïte).

## Toponymie
Les noms des localités d'Elbe proviennent de différentes populations :
- Origines étrusques : Latrano (?), Pizzenni, Trana (Cote di) ;
- Origines romaines : Remmiano ;
- Origines lombardes : Cafaio (gahagi, «enclosure»), Castaldinco (kastald, «administrateur terriero»), Catro (kater, «cancello») ;
- Origines médiévales : Calandorfello (de la «maison Landolfello»), Calegrone (de la «maison Alegrone»), Camarzucco (de la «maison Marzucco») ;
- Origines ligures : Bonaldasco, Ciarbonciasca, Marcerasca, Martinasche, Soleasco ;
- Origines corses : Arpaia (arpale, « dirupo »), Bóllero (bóllaru, « fontaines »), Caracuto (carrousel, « agrifoglio »), Gombale (ghiómbulu, « masso »), Penzutello (pinzutellu, « pendio »), Puéte (pughjeta, « hauteur »), Tole (tableau, « table ») ;
- Origine tardive avec la terminaison de la gentilé : Batinca, Ciabattinca, Generinco, Pomontinca, Sassinca.

## Histoire

### Préhistoire
L'île était habitée au Paléolithique, comme en témoignent les découvertes d'outils en pierre (Lacona (en), Sant'Andrea (en), Pomonte, Procchio (en), Biodola (it), Colle di Santa Lucia, Marciana Marina et Serrone delle Cime (it)).
Le Néolithique est attesté par des objets en pierre et en obsidienne (haches, pointes de flèches et lames), retrouvés sur le massif du mont Capanne (Masso alla Guata, Masso dell'Aquila (it), Serraventosa, La Stretta (it), Piana di Moncione, Chiusa Borsella (it)), mais aussi à Marciana Marina, Procchio, Lacona, Biodola, Portoferraio, Cavo, Rio nell'Elba.
Des traces notables de l'âge du cuivre et de l'âge du bronze existent dans divers secteurs de l'île ; la nécropole rupestre énéolithique de Rio Marina, les colonies de peuplement protohistorique du mont Capanne et du secteur oriental (Cima del Monte (it), Volterraio) ainsi que les sites mégalithiques des Sassi Ritti et de Monte Còcchero.
Des objets de bronze datant du VIIIe siècle av. J.-C. ont été trouvés dans les environs du Colle Reciso (it), du mont Saint-Martin (it), de Chiessi et de Pomonte.
Des traces datant de l'âge du fer, y existent aussi, comme en Corse datant des environs du VIIIe siècle av. J.-C., une période de développement économique de la Toscane et des îles tyrrhéniennes où l'arrivée et la diffusion du fer correspondent à une relative dévalorisation du bronze, restructurant aussi le paysage (la fusion du minerai de fer nécessite plus de bois, et donc un déboisement). L'archipel toscan et la Corse avaient alors des relations encore mal comprises, que les archéologues explorent encore.

### Antiquité
Dans l'Antiquité, l'île convoitée pour sa richesse en minerai de fer fut originairement habitée par les Ligures Ilvates (d'où son nom originel Ilva) et a appartenu successivement aux Étrusques, aux Carthaginois, aux Phocéens, puis aux Romains. Elle est également connue sous le nom de « Aethalia », la Suie, nom donné par les Grecs à cause des feux et de la fumée que les marins voyaient se lever des fonderies en activité continuelle.
Riche en gisements de fer, l'île d'Elbe a rendu possible l'essor de la civilisation étrusque, qui a construit plusieurs villages fortifiés (Monte Castello, Castiglione di San Martino, Castiglione di Campo, Monte Fabbrello et Monte Puccio), positionnés stratégiquement de façon à contrôler la mer et les voies maritimes de commerce du fer. Ils sont entourés par la nécropole hellénistique de Capoliveri (it) et la nécropole de la Maison ducale. Les autres sites qui ont révélé la présence d'objets étrusques sont Le Trane, Monte Orello, Colle di Santa Lucia, Masso dell'Aquila, Serraventosa, Grassera, Pietra Murata, Poggio, Volterraio, Le Mure, Capoliveri et Monte Serra.
En 453 av. J.-C., l'île a été mise à sac par la flotte syracusaine commandée par Apelles et Phayllos ; certaines découvertes aux Mure (it) seraient les témoins de cet événement.
Par la suite, avec la domination de Rome, au moins trois villas maritimes ont été construites sur l'île (Villa romaine de la Linguella, Villa romaine des Grottes et Villa romaine de Capo Castello) et au moins un centre habité de taille considérable, l'actuel Portoferraio, où deux nécropoles et des conduites en terre cuite ont été découvertes. Remontant également à l'époque romaine, d'importantes épaves sous-marines ont été découvertes (épaves de Sant'Andrea, épave du Nasuto, épave de Chiessi, épave de Procchio et épave de Punta Cera). À Seccheto, en 1899, un autel en granodiorite a été découvert, dédié à Hercule par le préfet Publius Acilius Attianus. Une trace intéressante de toponymie datant de l'époque romaine est la localité de Remmiano près de Cavoli, qui provient de la possession d'un certain Remmius.

### Moyen Âge
Après la chute de Rome, l’île d’Elbe est devenue le territoire des Ostrogoths et, plus tard, en 610, des Lombards ; ces derniers doivent être à l'origine de nombreux noms de lieux encore présents sur l'île, comme Gualdo (de Wald, « forêt »), Cafaio (de gahagi, « clôture »), Catro (de Kater, « porte »), Caparùtoli, Cadonno et Castormo (maison de Barùttuli, Donno et Sturmi, noms personnels). À la même époque, l'île d'Elbe est devenue un lieu d'ermitage pour les premiers anachorètes chrétiens qui suivent les préceptes de Pacôme le Grand, comme San Cerbone (en) en 573.
En 874, l'île a été fortement pillée par les Sarrasins, et en 1003 et 1016 a été attaquée par al-Mujahid'Āmirī.

#### Période pisane
À partir du XIe siècle, l'île devient une possession de la république de Pise. Des tours de guet ont été construites à cette époque comme la tour de San Giovanni, le village fortifié de Montemarciale, la forteresse de Marciana et la forteresse de Volterraio, situé sur une hauteur inaccessible pour trouver refuge contre les incursions des pirates. C'est également aux Pisans, à travers l'Opera della Primaziale Pisana (it), que l'on doit l'ouverture ou la réutilisation du site des carrières des Grottarelle (it) et celui de San Piero in Campo.
En même temps, ils ont développé les municipalités de l'île : Capoliveri (siège de la Capitainerie), Rio, Grassera, Latrano, Ferraia, Montemarciale, Campo, Poggio, Marciana et Pomonte. De cette époque date la (re-)construction d'importants édifices religieux comme l'église San Lorenzo, l'église San Giovanni, l'église San Michele et l'église San Giovanni de Ferraia (aujourd'hui disparue). Dans la même période, les petites églises dédiées à San Bartolomeo, San Frediano, San Benedetto, San Biagio, Santa Maria, San Quirico, San Menna et Notre-Dame des Neiges font leur apparition.
En 1399, l'Elbe passa sous le règne de la principauté de Piombino.
En 1442, l'île a subi des destructions lourdes par des pirates tunisiens, et par la suite par Khayr al-Din (Barberousse) en 1534 et 1544 et Dragut en 1553 et 1555 ; la représentation cartographique de l'île dans la cosmographie contemporaine de Sebastian Münster témoigne de ces assauts.
En 1562, Paul Jove a écrit : « [Barberousse] se rendit à l'île d'Elbe, où il fit débarquer ses soldats pour faire autant des proies qu'ils pouvaient, parce que Iacopo d'Appiano (en), seigneur de cette île et de Piombino, avait refusé de lui remettre un jeune turc, fils de Sinam, appelé le Juif, capturé à Tunis. Pourtant, voyant la destruction que ce refus engendrait (les Turcs avaient assailli Capolibero, avaient capturé ou chassé presque tous les habitants de la ville et avaient pillé tout ce qu'ils pouvaient), Iacopo d'Appiano remit le prisonier à Barberousse. Celui-ci, sans causer plus de dégâts, s'en alla et envoya le jeune homme libéré, promu capitaine, à la tête de sept galères vers Suez, port de la mer Rouge tout près du Caire, où se trouvait son père Sinam. Ce dernier, heureux d'avoir récupéré son fils, s'évanouit de joie et en mourut. »
En 1548, le grand-duc Cosme de Toscane confie à l'architecte Giovanni Camerini la conception d'une ville fortifiée appelée symboliquement Cosmopolis (aujourd'hui Portoferraio), conçue comme une garnison militaire pour défendre les côtes toscanes, ainsi que comme siège des Chevaliers de l'Ordre de Saint-Étienne et qui est décrite ainsi par Giovanni Battista Adriani en 1583 : « la plus haute colline, qui a la domination et découvre tout le port a été appelée le Falcon : les autres hommes prélevés forme de la forteresse en fonction de la qualité du site, il a nommé le Star, répandant ses fortifications ici et là comme des fusées. De même arrêté un bastion au-dessus de l'entrée du port, qui a été appelé par la forme Linguella. »
De cette façon, l'île en est venue à être divisée en trois secteurs dépendant politique de Florence (district) Portoferraio, de l'Espagne avec l'état des doyens (district de Porto Longone, aujourd'hui Porto Azzurro) et de Piombino (tout le territoire Elban restant).
En 1603, l’État espagnol des Garnison a commencé à Porto Azzurro la construction de la colonie fortifiée appelée Fort Benevento, ainsi que la garnison militaire de Fort Focardo. Au début du XVIIIe siècle, un adepte tardif de Annius de Viterbe a élaboré un poème latin faux sur l'histoire ancienne de l'ensemble de l'Elbe au VIe siècle (Rerum mirabilium Ilvae), sous le nom de Celeteuso.

### Renaissance et époque moderne

#### Période napolitaine
À partir de la fin du Trecento, elle fut un territoire de la principauté de Piombino, puis elle fait partie du royaume de Naples en 1736, après avoir été une possession des Médicis.
En 1744, la première description générale de l'histoire de l'île (Zibaldone di memorie) date de Giovanni Vincenzo Coresi Del Bruno, gouverneur de Grosseto.
Vers 1780, le peintre John Robert Cozens, qui représentait des panoramas de Porto Azzurro, visite l'île d'Elbe.
En 1799, la France essaya de prendre possession de l'île, avec de lourds affrontements près de Procchio.

#### Période française
Le traité de Saint Ildefonse (1er octobre 1800) entre la France et l'Espagne prévoyait le transfert de l'île d'Elbe, alors toscane, sous souveraineté française en échange de la principauté de Piombino. Cet accord fut confirmé par la paix de Lunéville (9 février 1801) et par le traité d'Aranjuez (25 mars 1801) et fut accepté par l'Angleterre lors du traité d'Amiens (25 mars 1802). Le roi de Naples Ferdinand IV renonça à toutes les propriétés et droits qu'il y possédait encore par le traité de Florence (29 mars 1801). L'île fut donc officiellement annexée par la France en 1802 (senatus-consulte du 26 août 1802) et intégrée au département de Méditerranée en 1811.
En 1802, l'Elbe devint une partie de l'Empire français et Louis Puissant fut chargé de mesurer l'île et d'établir une cartographie précise avec d'autres collaborateurs. Dans la même période, l'île d'Elbe a été visitée par plusieurs écrivains britanniques et français qui ont décrit l'île dans leurs œuvres, comme Arsenne De Thiébaut Bernaud (Voyage à l'île de l'Elbe), Richard Colt Hoare (Un tour à travers l'île d'Elbe) et Hugh William Williams (Voyages en Italie).

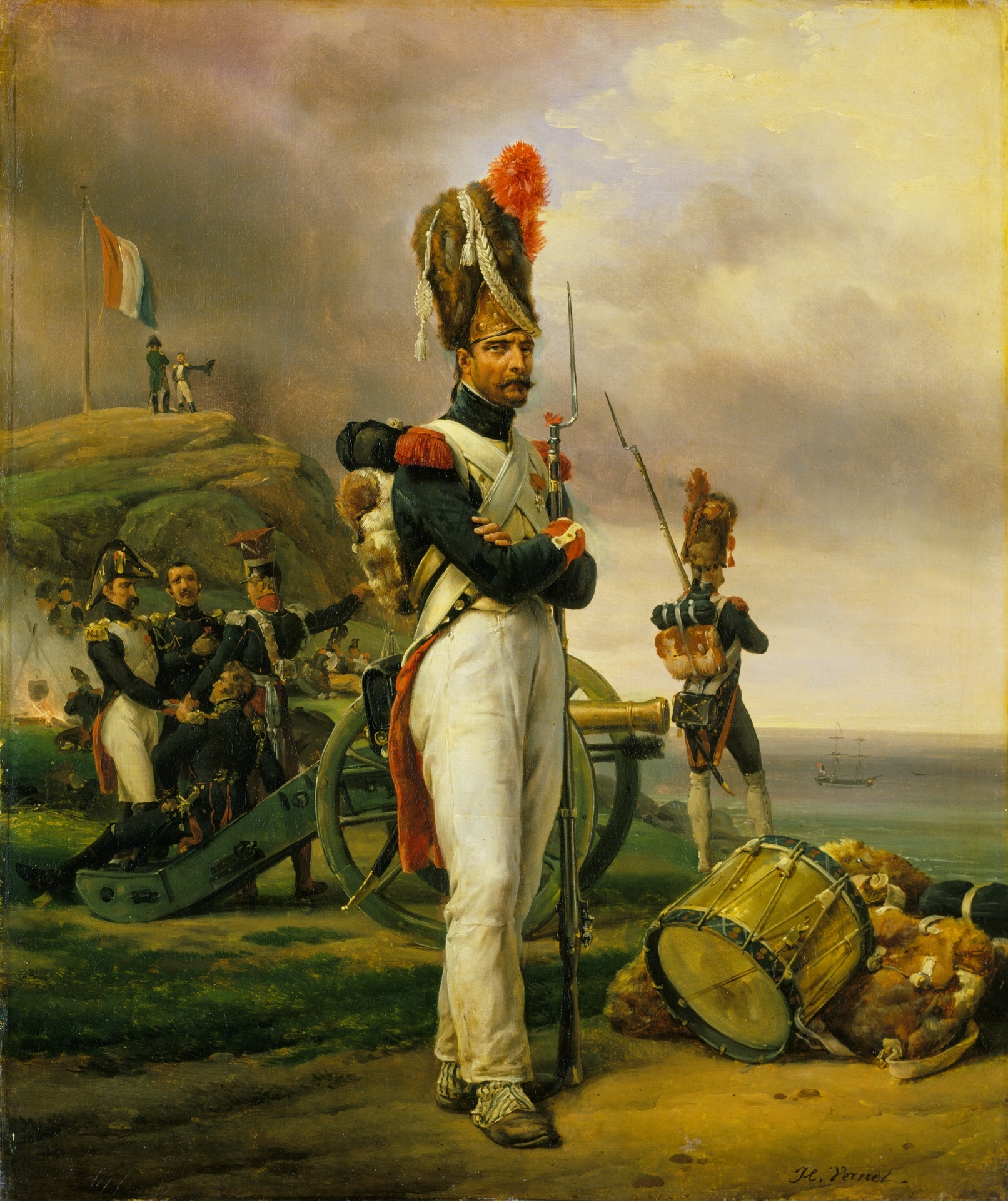
Un grenadier de la garde à l'île d'Elbe
Horace Vernet, 1818-1820
Wallace Collection, Londres

Érigée en principauté de l'île d'Elbe, elle fut donnée en toute souveraineté à Napoléon Ier en 1814 (suivant le traité de Fontainebleau du 11 avril 1814) et il y fut exilé pendant trois cents jours. L'île devint indépendante début mai : le royaume de l'île d'Elbe. On y trouve la Palazzina dei Mulini, devenue le musée et la bibliothèque Napoléon, et la Villa Napoleonica de San Martino à Portoferraio, sa résidence d'été.
Le règne elbois de l'empereur Napoléon est l'épisode le moins connu de l'épopée. L'île fut pendant trois cents jours le centre de tous les intérêts : y affluaient officiers et simples soldats en quête d'un emploi, représentants des armées étrangères pour surveiller l'ex-empereur, espions de tous bords venus délivrer ou assassiner Napoléon, étrangers curieux d'approcher celui qui régnait sur l'Europe un an auparavant. Napoléon profita de ce court règne pour réformer et moderniser l'île. Il ouvrit des routes, modifia le droit, s'occupa d'urbanisme et d'architecture, et dynamisa l'économie. Cet épisode nous est connu grâce au récit détaillé de Pons de l'Hérault, administrateur des mines de Rio Marina.

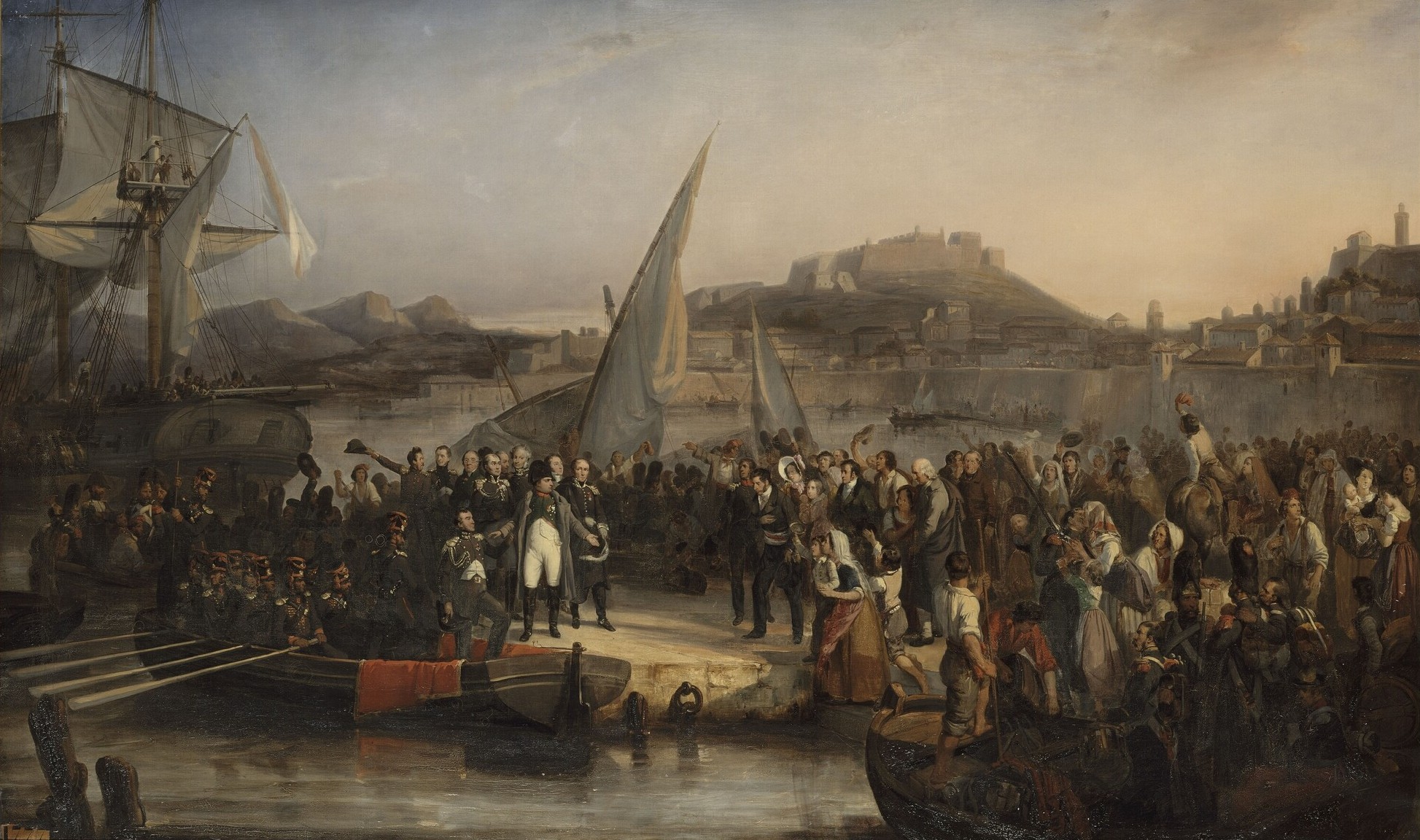
Napoléon Ier quittant l'île d'Elbe, le 26 février 1815. Peinture de Joseph Beaume (1836).

Napoléon Ier y séjourna jusqu'au 26 février 1815, date à laquelle il embarqua sur le brick Inconstant à destination du golfe Juan (et plus précisément de Golfe-Juan). Après la seconde abdication de Napoléon, l'île fut attribuée par le congrès de Vienne au grand-duché de Toscane. Elle devint italienne en 1860.
Témoignent de son séjour deux belles villas où il séjourna : Villa dei Mulini à Portoferraio en position dominante, et la résidence d'été de Villa San Martino à la périphérie de la petite capitale corse d'Elbe ; du 23 août au 5 septembre 1814, Bonaparte séjourna au sanctuaire de la Madonna del Monte.

#### Après le départ de Napoléon
En 1815, Giuseppe Ninci publia l'Histoire de l'île d'Elbe à Portoferraio, dédiée à Napoléon Bonaparte.
À partir de 1830, il y eut les premiers flux migratoires de l'île d'Elbe vers le Venezuela, dans l'État de Trujillo.
En 1882, le géologue Bernardino Lotti écrivit la première carte géologique de l'île.
De 1892 à 1900, les botanistes Pio Bolzon, Stefano Sommier et Giacomo Doria ont visité le secteur occidental de l'île (Monte Capanne).

### XXesiècle
Le 13 décembre 1900, l'entreprise de fer Ilva, par l'intermédiaire de Pilade Del Buono, a commencé la construction de hauts fourneaux à Portoferraio.

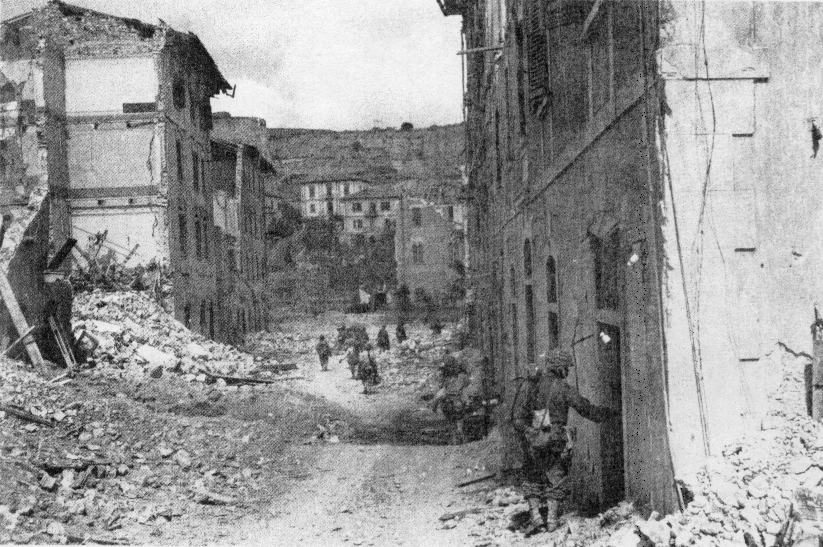
Les troupes françaises entrent à Portoferraio, le 18 juin 1944.

Les deux guerres mondiales ont vu des centaines de jeunes elbanais mourir; et durant les deux années d'après-guerre des milliers de travailleurs elbanais ont émigré; la ville de Portoferraio a été fortement affectée, le 16 septembre 1943, par les bombardements de la Luftwaffe effectués par sept Junkers Ju 87, et à partir de ce moment a commencé l'occupation allemande de l'île. Le 17 juin 1944, les troupes alliées françaises débarquent sur la plage de Fonza avec l'opération dite Brassard ; la même année, une stèle en pierre française (connue sous le nom de Il Monumento) a été placée sur le col de montagne entre Monte Còcchero et Monte San Martino.
Dans le détail, du 17 juin au 19 juin 1944, la garnison allemande fut attaquée et vaincue, avec le support de quelques autres troupes alliées, par les troupes françaises du général de Lattre de Tassigny venues de Bastia lors de cette "opération Brassard" comprenant la presque totalité des effectifs de la 9e division d'infanterie coloniale dont notamment le chef de bataillon Jean Gilles, des tabors marocains, des tirailleurs sénégalais, et un groupe de commandos. Des exactions (191 viols et 11 meurtres de civils recensés à l'époque) furent commises par certaines de ces troupes à l'encontre de la population locale,.
En 1950, des fonds sont octroyés par la Cassa per il Mezzogiorno à l’île d'Elbe pour le reboisement de conifères dans diverses régions telles que Monte Perone et Monte Orello.
Entre 1959 et 1964, l'île a été visitée par l'archéologue Giorgio Monaco, qui a entrepris de nombreuses fouilles dans les sites archéologiques de Monte Giove, Monte Còcchero, Valle dell'Inferno et la Villa romaine delle Grotte.
En 1960, à la suite des nombreuses découvertes archéologiques effectuées sur l'île d'Elbe, l'Elbano Sodalizio pour les études et recherches archéologiques a été établi à Portoferraio.

## Fortifications
Trois forts défendaient le chef-lieu Portoferraio : Fort Stella, Fort Falcone et Forte Inglese. Une enceinte de murailles entoure toujours le centre historique. Sur le sommet du Monte Veltraio a été construite la Forteresse de Volterraio.
Trois tours génoises étaient chargées de la surveillance du littoral :
- Tour de Marina di Campo, d'origine pisane ;
- Torre degli Appiani (Marciana Marina). Elle date du XIIe siècle ;
- Tour de San Giovanni située près de l'église paroissiale qui lui a donné son nom.

## Écologie
Le parc est un sanctuaire pour les dauphins et les baleines de Méditerranée. On y observe aussi de nombreux oiseaux marins, quelques phoques et tortues… Quelques grandes prairies de posidonies sont bien conservées, abritant notamment des hippocampes, poulpes et seiches et on trouve aussi de petites populations de posidonies très proches du rivage, mais seules deux petites portions de mer sont interdites à la pêche, l'une au nord et l'autre au sud de l'île. Les laisses de mer sont essentiellement composées de feuilles de posidonies, parfois sur plus de 40 cm d'épaisseur.
L'île et le parc national abritent des écosystèmes typiques et quelques espèces endémiques (ex : la violette et le bleuet de l'Elbe). Dans les zones exposées au vent se développent des taches de végétation de genêt, de cistes (ciste rouge et ciste marin). Des forêts aux arbres de taille modeste, mais d'essences variées (hêtre, aulne, pin, chêne…), couvrent à nouveau les pentes de l'île, croissant souvent sur d'anciens sites miniers ou des terrasses qui servaient à stabiliser les sols cultivés sensibles à l'érosion, et qui ont été abandonnés.
Plusieurs espèces de lézards et deux espèces de vipères vivent dans le maquis, sur le littoral et les forêts, ainsi que diverses espèces d'amphibiens.
Les îles toscanes ont vu leurs anciennes forêts de chêne vert dévastées par les besoins de la métallurgie (bois de feu pour les fours, charbons de bois pour la fabrication d'acier, bois pour étayer les galeries ou puits de mines…).
Des espèces végétales et animales invasives posent aussi localement problème. Des châtaigniers ont été introduits dans l'île à la période étrusque ou romaine pour nourrir les populations locales. Les populations successives ont introduit des chèvres et des moutons, puis des sangliers et des mouflons ont été récemment introduits sur l'île pour le plaisir de la chasse. Les chèvres puis plus récemment les mouflons et sangliers — en l'absence de grands prédateurs et face au recul de l'agriculture — se sont bien développés et ont également contribué à modifier la flore. Les mouflons entretiennent des zones de gazon ras en altitude. Les sangliers sont sources de dégâts quand ils labourent certains jardins et chemins, en provoquant parfois l'effondrement de petits murets de terrasses quand ils fouillent le sol sous les pierres pour y trouver des champignons, et des vers de terre. Ils consomment un grand nombre de bulbes dont ceux des orchidées. Pour restaurer un certain équilibre sylvocynégétique, le parc national organise le piégeage de sangliers, qui sont réexportés vers l'Italie, et aussi l'abattage vu le surnombre.
L'île est aussi confrontée au risque d'incendie de forêt et à la gestion des déchets courants et à ceux induits par le pic estival d'activités touristiques. En été, il arrive que l'eau manque.

## Tourisme
Le tourisme est devenu la première activité économique de l'île, qui accueille des visiteurs du monde entier (italiens, allemands, suisses, néerlandais, américains et français notamment). Il est source d'une forte et rapide urbanisation et périurbanisation (nombreuses villas et résidences secondaires) du littoral autour des communes et ports existants. En 2009, la desserte en eau et en électricité reste encore très rudimentaire dans une grande partie de l'île.

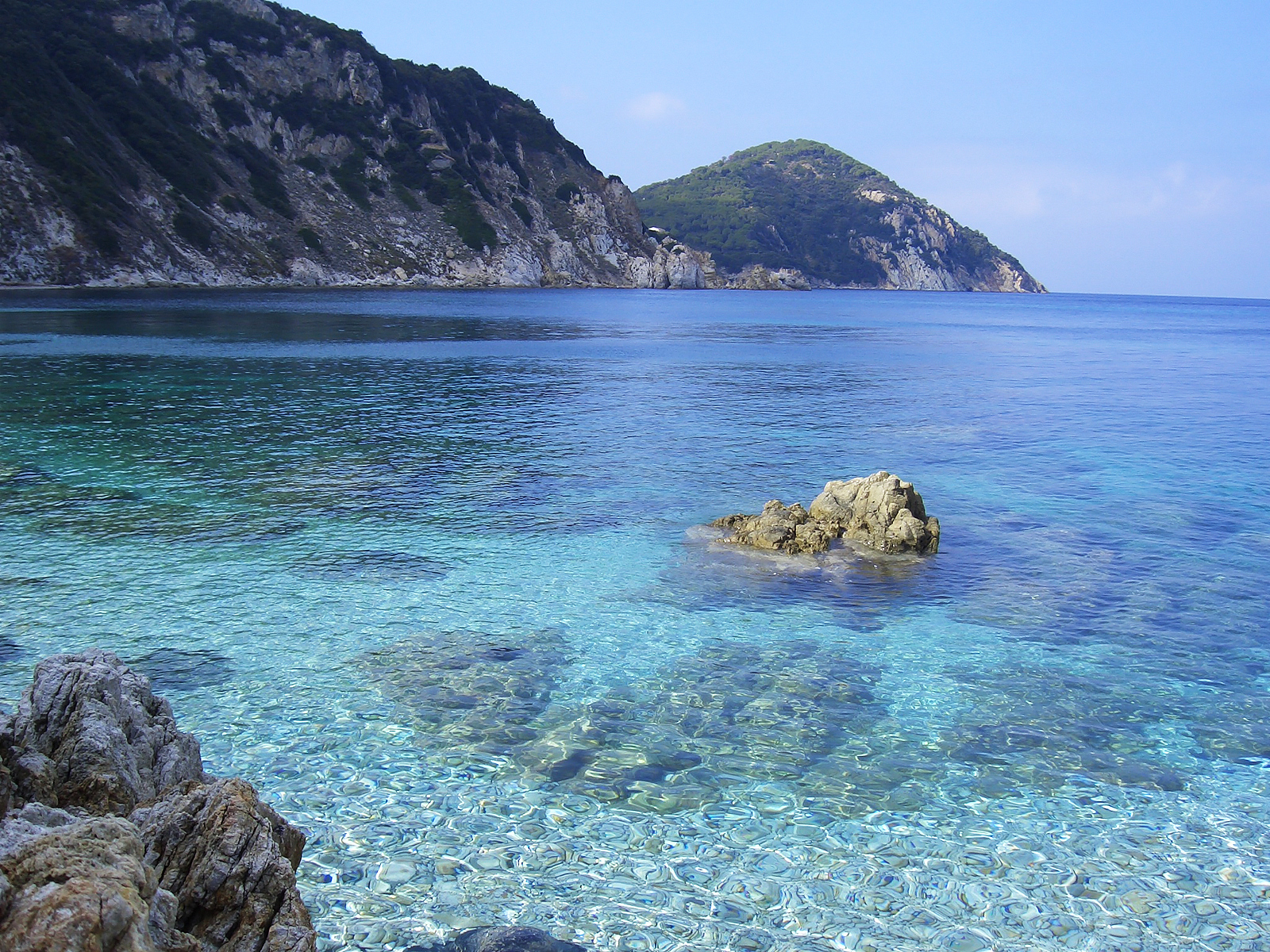
Cap d'Enfola.
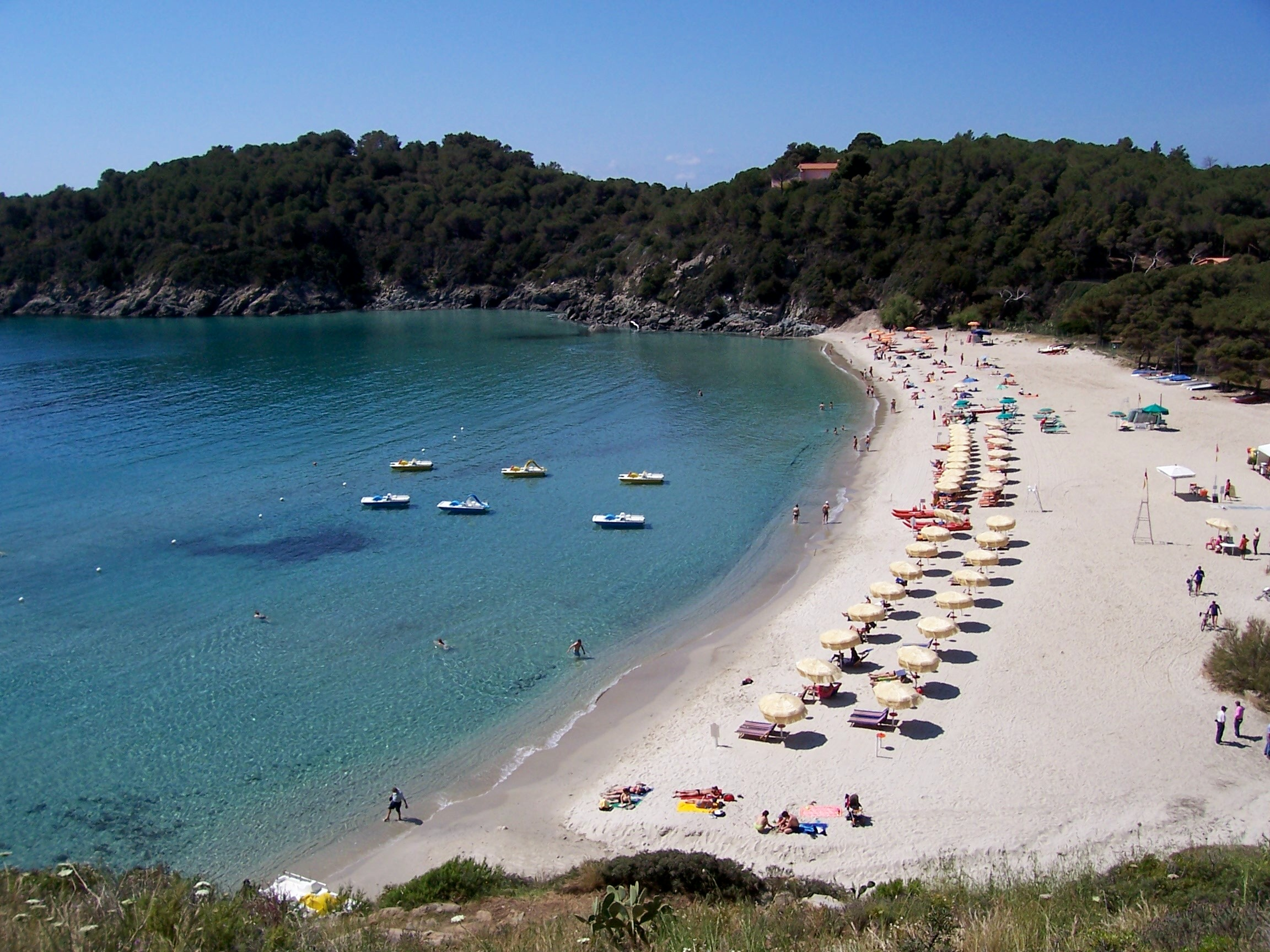
Plage de Fetovaia.

Si les plages accessibles sont relativement peu nombreuses (l'île est majoritairement entourée de falaises abruptes plongeant dans la mer), la plaisance et le nautisme, la plongée sous-marine, l'observation naturaliste (Bird- et Bio-watching en particulier), le vélo tout terrain, le trekking, l'archéo-trekking et les petites randonnées, dont les randonnées à cheval, comptent parmi les nombreuses activités touristiques. Un réseau de bus dessert les communes de l'île, qui est accessible par ferry à partir de Piombino, voire par avion (aéroport de La Pila à Marina di Campo) . Le Parc et les communes entretiennent des chemins de randonnées qui sont souvent d'anciens sentiers de vignes ou des sentiers muletiers.
Plusieurs sommets sont accessibles par des chemins, dont le mont Capanne qui domine de ses 1 019 mètres la baie de Sant'Andrea, et qui est la montagne la plus haute de l’île. Ses versants sont couverts d'une forêt dominée par le châtaignier (un téléphérique — cabinovia — permet aussi de rejoindre le sommet à partir de Marciana). Le Monte di Cote (900 m) et le Monte Giove (855 m) sont également accessibles aux promeneurs. Les sangliers étant nombreux, les chemins peuvent localement être assez dégradés ; de bonnes chaussures de marche sont recommandées.
Les guides du parc national de l’Archipel toscan organisent aussi des excursions sur les montagnes ou le littoral, dont certaines à l'attention des enfants.
De nombreux hôtels, pensions et bed and breakfast accueillent les touristes sur l'île, du printemps à l'automne essentiellement; en hiver quelques hôtels et restaurants restent ouverts.
L'île d'Elbe est notamment reliée, à l'année, par voie maritime à Piombino, mais aussi à la Corse de juin à septembre.

## Personnalités
- L'apnéiste Jacques Mayol se donna la mort en décembre 2001 dans sa résidence de Capoliveri.
- Pons de l'Hérault, tout d'abord opposant à Napoléon Ier, envoyé en 1809 pour administrer les mines de fer de l'île. Il réforma totalement cet établissement. Bon gestionnaire, son souci du dialogue avec les ouvriers et du progrès social en faisait un des personnages les plus populaires de l'île, il finit par s'entendre avec l'Empereur en exil dans l'île et devint un de ses partisans. Pour les ouvriers, il était nostro babbo (notre père). On lui doit le récit le plus vivant et le plus complet sur le règne elbois de Napoléon Ier, soit Souvenirs et anecdotes (publication moderne par Christophe Bourachot, Les Éditeurs Libres, 2005).
- Le brigand Carmine Crocco est mort en prison dans la commune de Portoferraio.
- L'anarchiste Giovanni Passannante est condamné à perpétuité dans la prison de Portoferraio.
- L'écrivain français Hervé Guibert est enterré dans la commune de Rio nell'Elba.
- L'écrivain Jean-Philippe Toussaint situe à l'île d'Elbe plusieurs des scènes importantes de trois des quatre romans de son « cycle de Marie » (Fuir, La Vérité sur Marie, Nue).
- Jean Gilles a notamment obtenu une citation en 1944 signée Magnan au cours des combats pour la libération de l'île.
- Regula Engel-Egli (1761 -1853) autrice et voyageuse suisse y séjourne avec Napoléon Bonaparte.

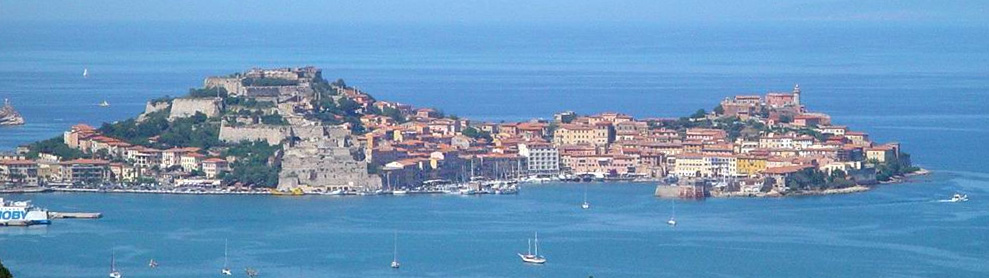
Portoferraio sur l'île d'Elbe.

## Spécialités culinaires
- On trouve sur l'île une pâtisserie dite schiaccia briaca riese à base d'amandes, noisettes, pignons et fruits secs ou confits (raisins), vin et liqueur alkermès, cuite dans un plat graissé à l'huile d'olive. Elle est notamment confectionnée à Rio Marina. L'aleatico est une liqueur apéritive confectionnée sur l'île et très appréciée.

## Galerie de photos

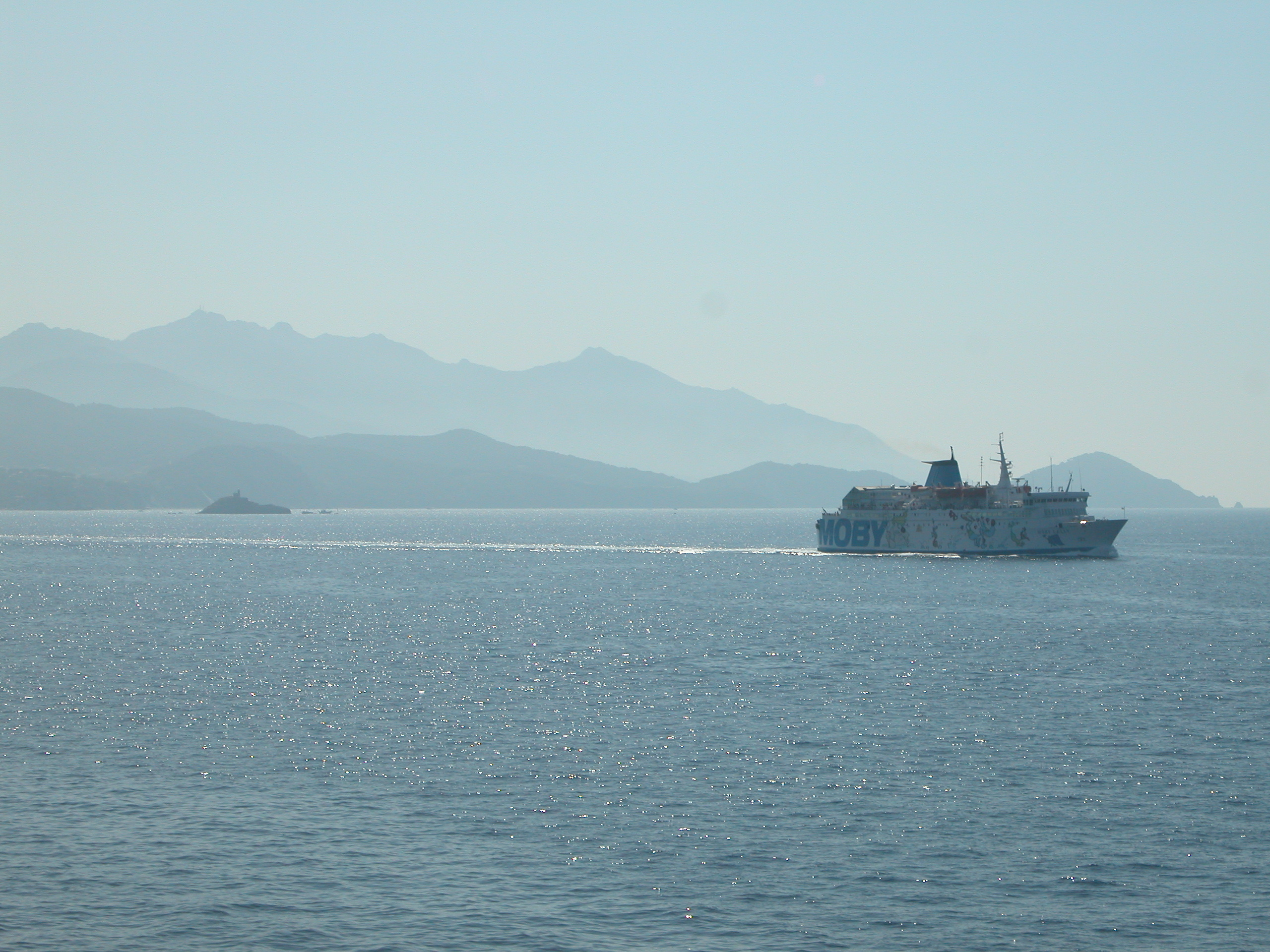
Vue des côtes de l'île d'Elbe.
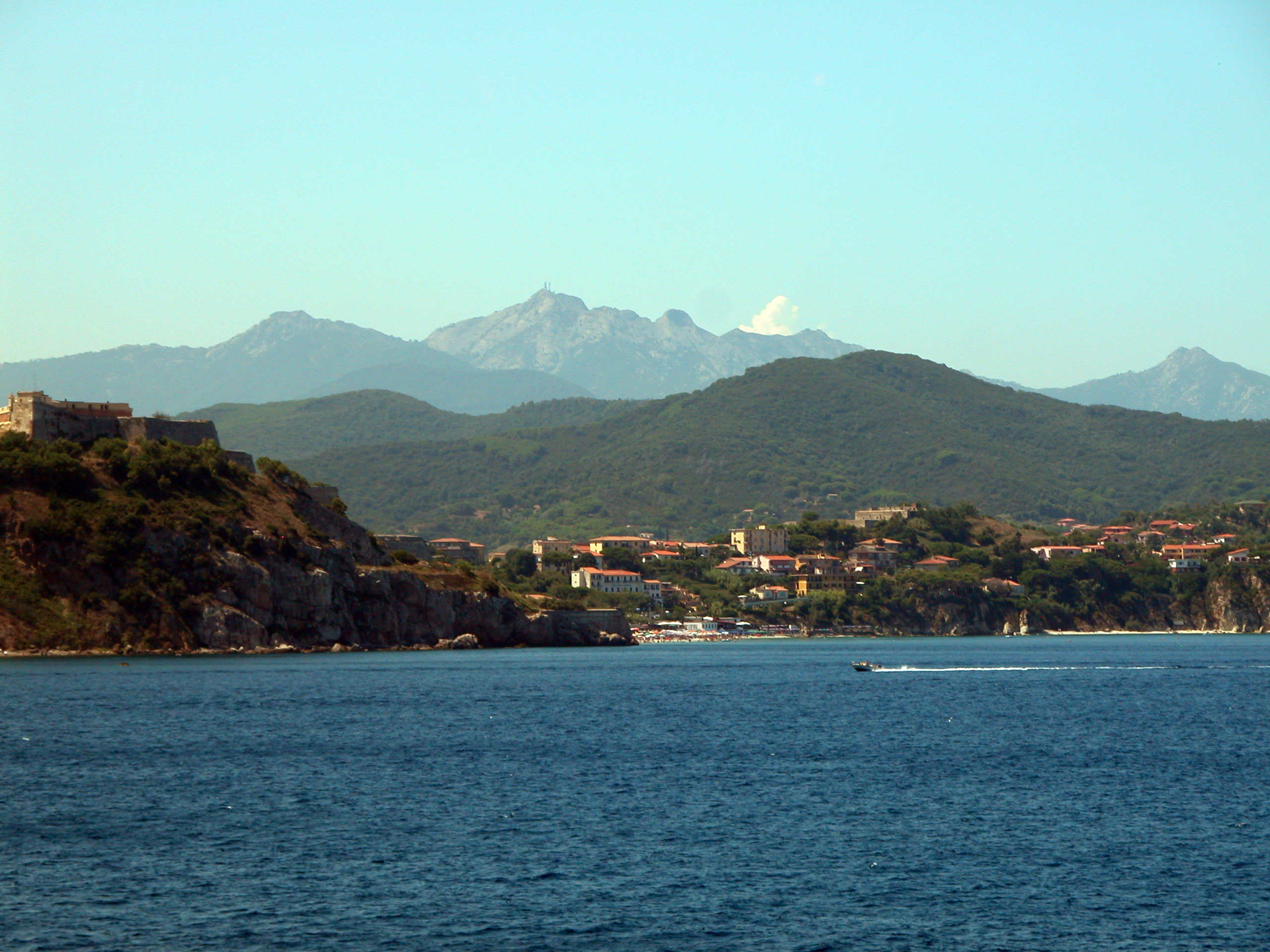
Vue des côtes de l'île d'Elbe en arrivant à Portoferraio.
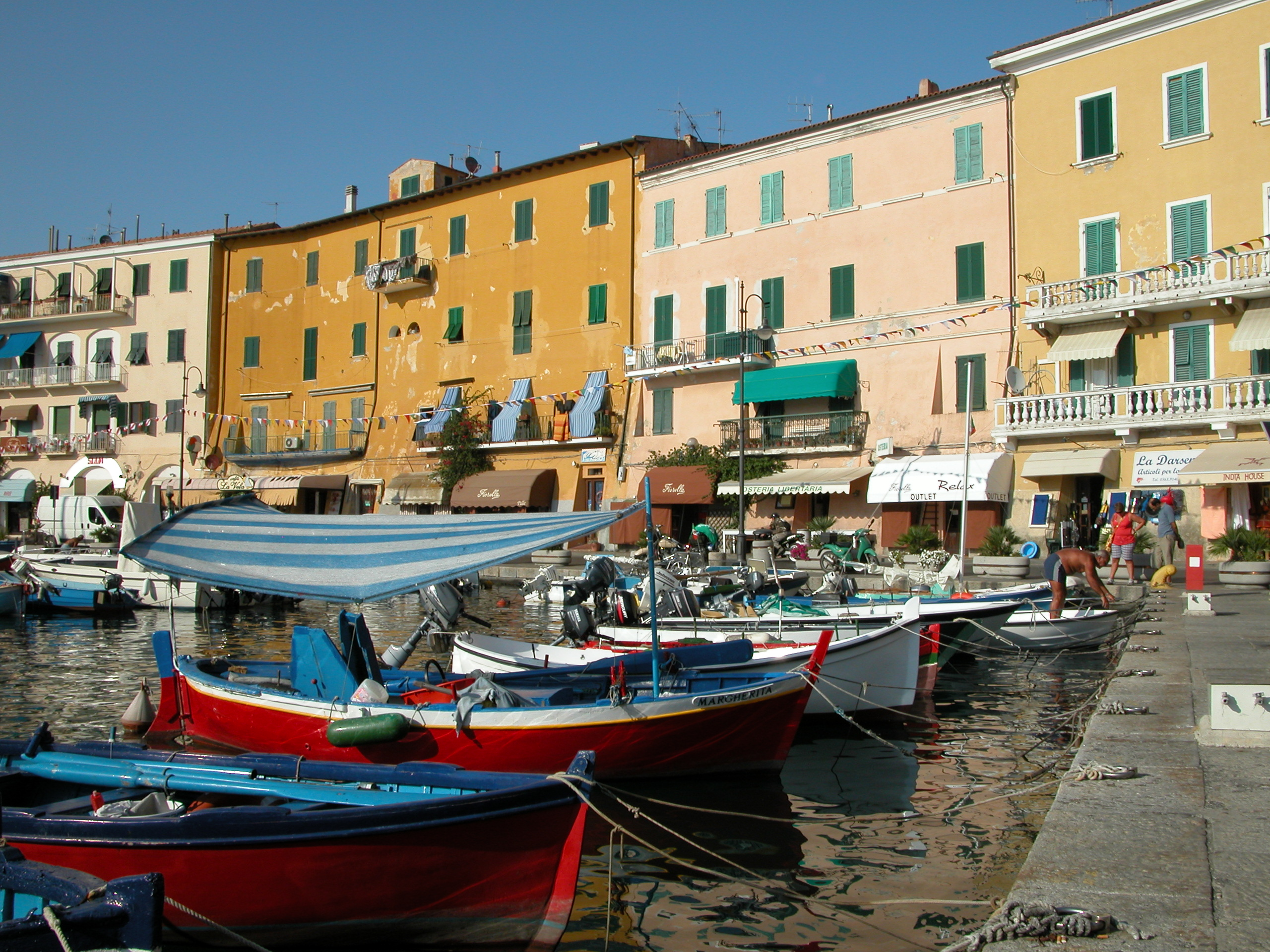
Le port de Portoferraio.
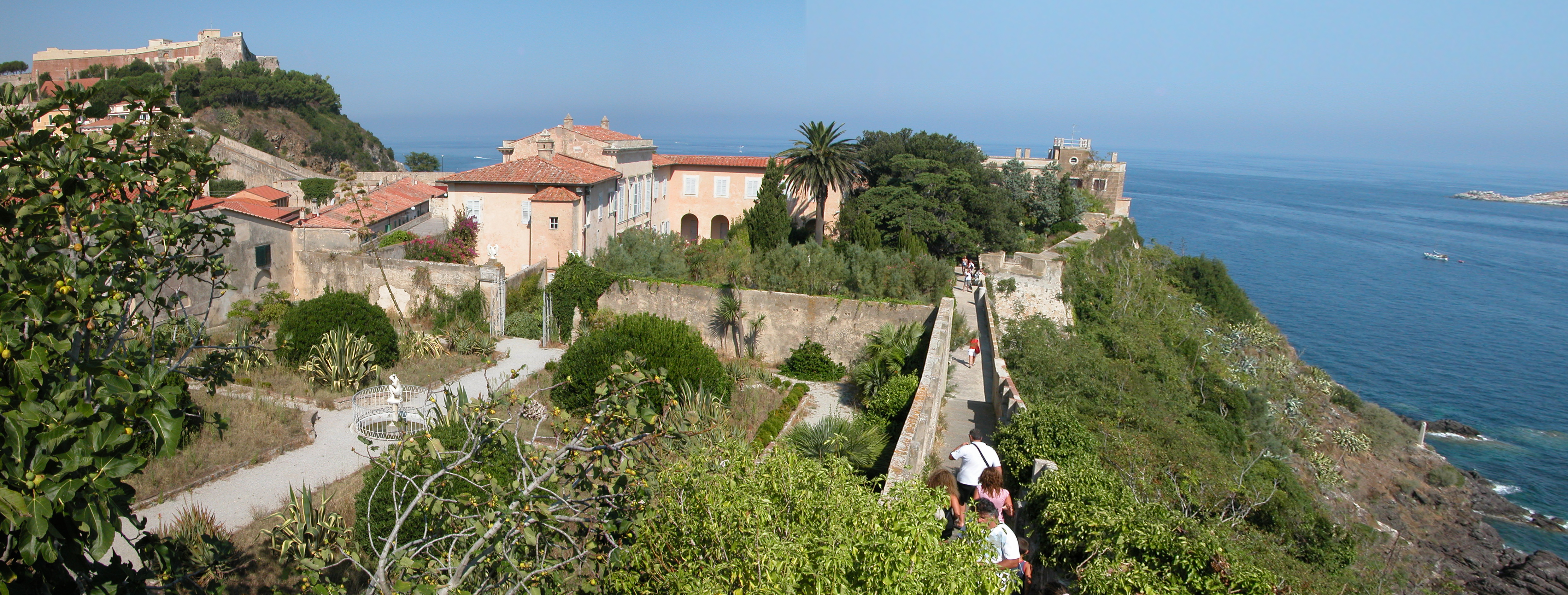
Panorama sur le fort du Faucon (Forte Falcone) (à gauche) et sur la maison de Napoléon (Villa dei Mulini au centre) et ses jardins.
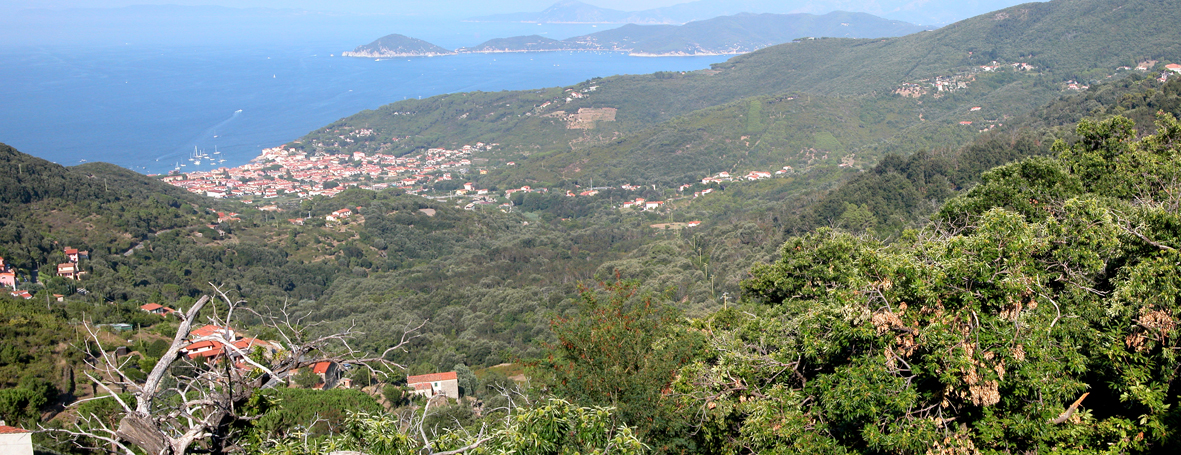
Panorama du port de Marciana Marina depuis le village de Marciana Alta.
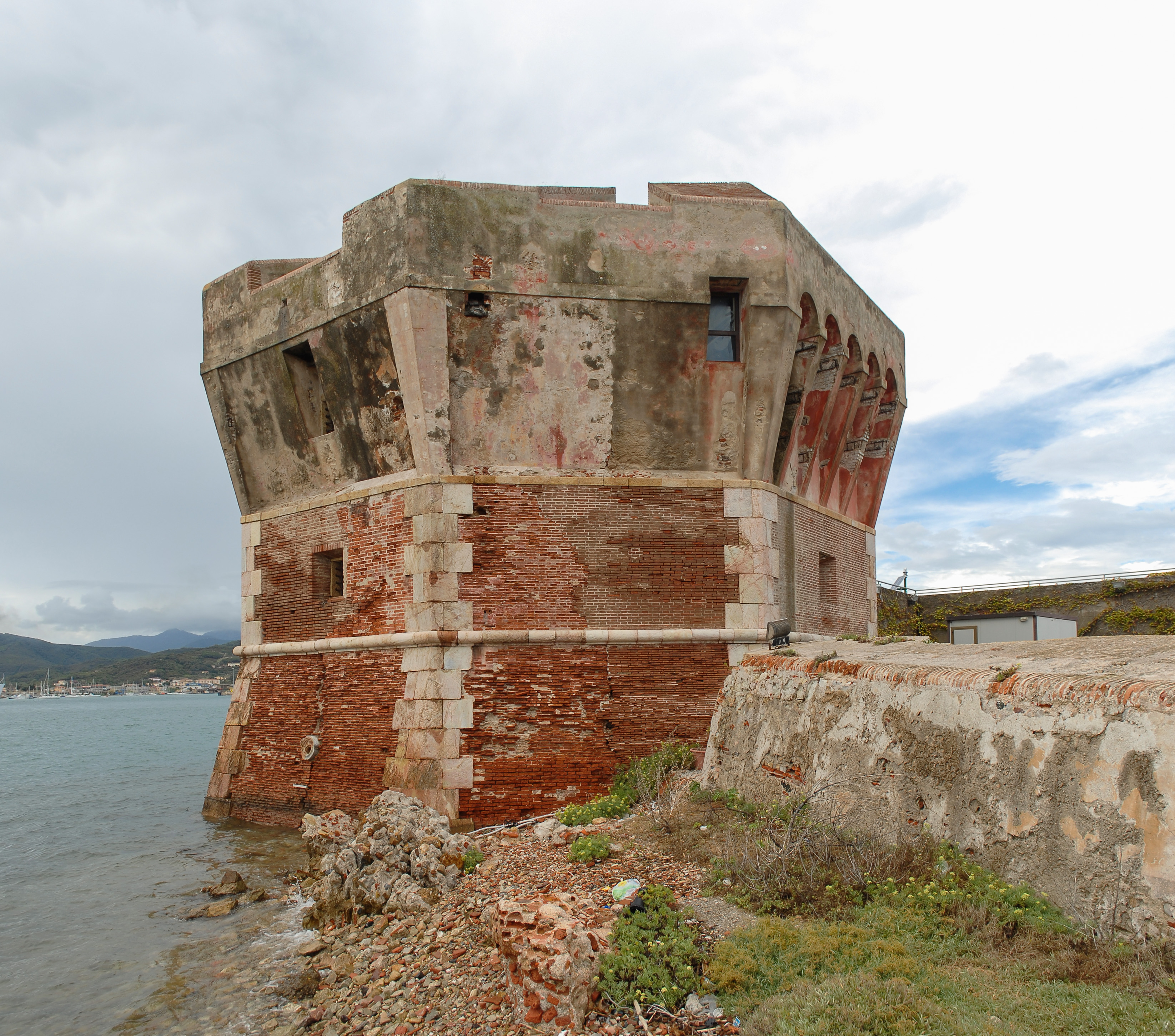
Tour de la Linguella dans le port de Portoferraio.
Bireme Ivlia dans le port de Portoferraio, 1991.